# ويليام هنري سميث (سياسي)
ويليام هنري سميث هو سياسي كندي، ولد في 1826، وتوفي في 1 فبراير 1890. انتخب عضو مجلس نواب نوفا سكوتيا.